# Сьмярово
Сьмярово (пол. Śmiarowo) — село в Польщі, у гміні Малий Плоцьк Кольненського повіту Підляського воєводства.
Населення — 106 осіб (2011).
У 1975-1998 роках село належало до Ломжинського воєводства.

## Демографія
Демографічна структура станом на 31 березня 2011 року:
|          | Загалом | Допрацездатний вік | Працездатний вік | Постпрацездатний вік |
| -------- | ------- | ------------------ | ---------------- | -------------------- |
| Чоловіки | 57      | 7                  | 40               | 10                   |
| Жінки    | 49      | 9                  | 26               | 14                   |
| Разом    | 106     | 16                 | 66               | 24                   |